# Synclavier

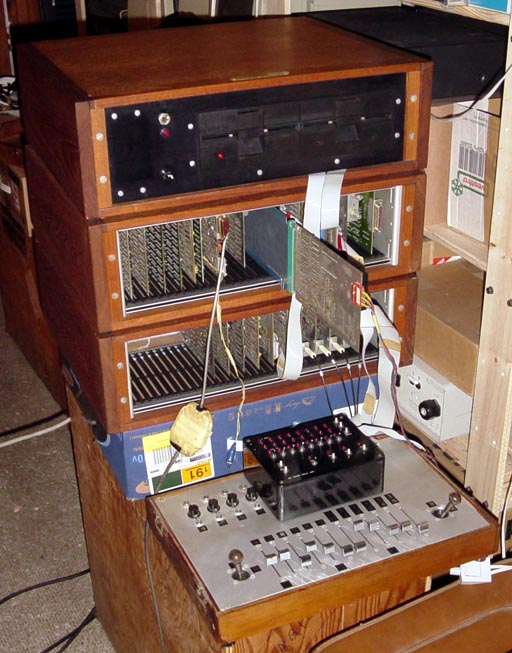
Synclavier I.

El sistema Synclavier fue uno de los primeros sintetizadores y sampler, manufacturado por New England Digital. Fue lanzado por primera vez en 1975, resultando ser muy influyente entre los productores de música y los músicos electrónicos debido a su versatilidad, su tecnología de vanguardia y su sonido distintivo.

## Historia
Diseñado en el Dartmouth College por Sydney Alonso, Cameron Jones, y Jon Appleton, el Synclavier fue uno de los primeros sintetizadores que integraba solamente tecnología digital. Se utiliza en la síntesis FM, así como también como muestreo musical para crear sonidos, que eran almacenados en discos magnéticos.
Se utiliza a menudo el término "estudio de grabación de cintas" para referirse al Synclavier debido a su capacidad, que permite componer y producir una canción entera solamente con el Synclavier.
Los sistemas Synclavier eran caros, lo que los hacía inaccesibles para muchos músicos, por lo que fue utilizado generalmente por productores y en estudios de grabación profesionales. Compitió en el mercado con otros sistemas de producción de alta gama como el Fairlight CMI.
El Synclavier destacaba por ser un sistema gracias al que sus usuarios disfrutaban muchas de las capacidades actuales para producir sonidos virtuales mediante equipos informáticos, integrando todo de excelente manera con el equipo en sí.
Se produjeron dos generaciones del sistema Synclavier, el Synclavier I y el Synclavier II. Este último actualizó la capacidad de muestreo y la memoria, así como su velocidad. También actualizo el teclado, pasando a ser sensible a la presión ejercida sobre cada tecla. Los Synclavier II son los más comunes, ya que en su época la mayoría de los usuarios que poseían un Synclavier I lo actualizaron.
El muestreo directo al disco estuvo disponible en 1982, convirtiéndose en el primer dispositivo de grabación de audio de 16-bit del mercado. Era capaz de grabar sonidos monofónicos con una frecuencia de muestreo de hasta 50 kHZ.
New England Digital dejó de producir al Synclavier en 1991, para cerrar sus puertas de forma definitiva al año siguiente. En la actualidad todavía se utiliza, especialmente por compositores e ingenieros de sonido.
Uno de los compositores que más usó este instrumento para obras de carácter sinfónico fue Frank Zappa, que lo utilizó en discos como Jazz From Hell, álbum galardonado, y Civilization, Phaze III. Otros músicos o bandas que también han usado el Synclavier en sus grabaciones han sido Michael Jackson, Madonna, a-ha, Depeche Mode, Genesis, Duran Duran, Jean-Luc Ponty, Pat Metheny, Sting, Neil Young, John McLaughlin y George Michael, entre muchos otros.